# Park Kopernika (Gorzów Wielkopolski)
Park Kopernika – położony w północnej części Gorzowa Wielkopolskiego, w dzielnicy Dolinki. Założony na miejscu dawnego cmentarza przez pracowników Stilonu w 1973 roku, w ramach czynu społecznego. Pozostałością po byłym cmentarzu jest kaplica. 
Park ma 18,4 ha powierzchni. Rosną tu takie gatunki drzew jak m.in. lipa drobnolistna, jesion wyniosły, cis pospolity. Na terenie parku można spotkać wiewiórki. Ozdobą parku jest fontanna, znajduje się w nim także miasteczko ruchu drogowego. Przez park przebiega mała obwodnica miejska, wraz z kładką nad drogą.
W 2020 roku park przeszedł kompleksową rewitalizację. Wyremontowano ciągi piesze, zamontowano nowe ławki, nasadzono też nową roślinność. Miasto wydało na ten cel 3 229 000 złotych. 
W 2022 roku ma zostać wyremontowana główna atrakcja parku - fontanna. W ramach inwestycji ma zostać rozebrana nawierzchnia wokół fontanny i ułożenie nowej z płyt granitowych. Wykonawca będzie musiał zająć się remontem niecki fontanny i wymianą 24 sztuk betonowych tryskaczy tzw. „zodiaków” położonych na około fontanny, na nowe wykonane z prefabrykowanego betonu o przyspieszonym czasie wiązania oraz wymienić dysze. Prace będą polegały również na oczyszczeniu i piaskowaniu „grzybków” oraz renowacji ich dysz, posadowionych w części centralnej fontanny.